# Raymond de Puybusque
Raymond de Puybusque a été capitoul deux fois : en 1409 et 1416.
Ses armes étaient "Ecartelé, au 1 et 4 de Gueules au lévrier d'argent ; au 2 et 3 d'Or à
2 fasces de Gueules".